# Таджура
Таджура (араб. خليج تدجورا‎, фр. Golfe de Tadjourah, сомал. Badda Tajuura) — залив у восточных берегов Африки, западное окончание Аденского залива (Индийский океан).
Расположен к юго-западу от Баб-эль-Мандебского пролива, омывает территорию Джибути и небольшую часть побережья Сомали (с юга). На входе в залив расположены небольшие острова Муча (Moucha) и Маскали (Maskali).
В 1889 году на берегу залива по инициативе Николая Ивановича Ашинова была основана станица «Новая Москва».
Основные порты: Джибути, Таджура, Обок.